# Mattia Vento
Mattia Vento (Napoli, 1735 – Londra, 22 novembre 1776) è stato un compositore, clavicembalista e insegnante italiano.

## Biografia
Dopo aver studiato musica nella città natale al Conservatorio di Santa Maria di Loreto, debuttò nel 1756 come operista a Roma con l'intermezzo Le deluse accortezze di Don Gianserio, seguito qualche anno dopo dall'opera La finta semplice (1759). Nel 1763 fu, invece, la volta de L'egiziana messa in scena sia a Venezia che a Milano.
Verso la fine dello stesso anno si recò a Londra, dove rimase per tutta la vita. In Inghilterra riscosse molti consensi con le sue opere, con la sua musica strumentale, nonché come insegnante di clavicembalo. Nella capitale rappresentò Demofoonte nel 1765, Sofonisba nel 1766, La conquista del Messico nel 1767 e Artaserse nel 1771. Durante la permanenza londinese ottenne notevole successo anche con i suoi pasticci, dei quali si ricorda in particolare Leucippo e Zenocrita dato il 10 gennaio 1764. Nel 1775 fu nominatore direttore del Teatro Reale, carica che mantenne fino alla morte, che sopraggiunse l'anno successivo.
Compositore molto apprezzato all'epoca dagli inglesi, soprattutto da Charles Burney, oltre che come grande compositore d'opere, seppe anche distinguersi per la sua produzione tastieristica, della quale giungono sino a noi parecchie sonate per clavicembalo.

## Composizioni

### Opere
L'anno e la città si riferiscono alla prima rappresentazione.
- La sposa fedele (opera comica in 3 atti, libretto di Pietro Chiari, 1755 al His Majesty's Theatre di Londra)
- Le deluse accortezze di Don Gianserio (intermezzo, 1756, Roma)
- La finta semplice (opera comica, libretto forse di Carlo Goldoni, 1759, Roma)
- L'egiziana (dramma giocoso, libretto di F. Ronzi, 1763, Venezia)
- Leucippo e Zenocrita (pasticcio, 1764 al Her Majesty's Theatre di Londra)
- Ezio (pasticcio, 1764)
- Berenice (pasticcio, 1765 al Her Majesty's Theatre di Londra)
- Solimano (pasticcio, 1765 al Her Majesty's Theatre di Londra)
- Demofoonte (opera seria, libretto di Pietro Metastasio, 1765, Londra)
- Arthridates (pasticcio, 1766)
- Sofonisba (opera eroica, libretto di Giovan Gualberto Bottarelli, 1766, al Her Majesty's Theatre di Londra)
- Love in the City (pasticcio, 1767)
- La conquista del messico (opera seria, libretto di Giovan Gualberto Bottarelli, 1767, al Her Majesty's Theatre di Londra)
- Lionel and Clarissa (pasticcio, 1768)
- The Captive (pasticcio, 1769)
- Artaserse (opera seria, libretto di Pietro Metastasio, 1771, Londra)
- Antigono (pasticcio, 1776)
- Il bacio (opera comica, libretto di Carlo Francesco Badini, 1776, Londra)
- La vestale (opera seria, libretto di Carlo Francesco Badini, 1776, Londra)
- The Castle of Andalusia (pasticcio, 1782)

### Musica strumentale
- Composizioni strumentali precedenti il 1763 (quando Vento si spostò a Londra) esistono manoscritte in varie biblioteche italiane (soprattutto Montecassino) e estere. Sono ancora da scoprire e pubblicare. Solo una minima parte ha avuto edizione all'interno di antologie didattiche pianistiche e clavicembalistiche del '900.
- 11 libri di sonate per clavicembalo (editi a Londra da Welcker tra il 1764 e il 1777 circa; sei sonate per libro; cinque sonate nell'undicesimo libro; tutte le sonate sono in due tempi; i due tempi di ogni sonata condividono la stessa tonalità; su 65 sonate in totale, solo una è in modo minore):
- Libri I-VI: clavicembalo con accompagnamento di violino o flauto
- Libri VII-VIII: clavicembalo o pianoforte con accompagnamento di violino o flauto
- Libro IX: clavicembalo o pianoforte
- Libro X: clavicembalo o pianoforte con flauto obbligato (o violino)
- Libro XI: clavicembalo o pianoforte (postumo)
- 6 sonate per 2 violini e basso continuo (1764 ca.)
- 6 ouverture in 8 parti (1774 ca.)